# Alex Turner
Alexander David Turner (sinh ngày 6 tháng 1 năm 1986) là một ca sĩ, nhạc sĩ và nhà sản xuất thu âm người Anh. Anh chủ yếu được biết đến với tư cách là trưởng nhóm và nhạc sĩ chính của ban nhạc rock Arctic Monkeys. Anh cũng đã thu âm với dự án phụ The Last Shadow Puppets với tư cách là nghệ sĩ solo.
 Là đứa con duy nhất của hai giáo viên, Turner được nuôi lớn tại vùng ngoại ô Sheffield của High Green. Turner sinh ra và lớn lên tại Sheffield, Nam Yorkshire. Khi anh 16 tuổi, anh và ba người bạn thành lập ban nhạc Arctic Monkeys. Album đầu tay của họ, Whatever People Say I Am, That's What I'm Not (2006), đã trở thành album đầu tay bán chạy nhất trong lịch sử nước Anh và được xếp ở vị trí thứ 30 trong danh sách những album đầu tay hay nhất mọi thời đại của Rolling Stone. Các album phòng thu tiếp theo của ban nhạc, Favourite Worst Nightmare (2007), Humbug (2009), Suck It and See (2011), AM (2013) và Tranquility Base Hotel & Casino (2018), đã được thử nghiệm với desert rock, indie pop, R & B và lounge music. Arctic Monkeys đứng đầu Lễ hội Glastonbury trong cả hai năm 2007 và 2013, và được biểu diễn trong lễ khai mạc Thế vận hội Mùa hè London 2012.
Turner và Miles Kane đã phát hành hai album nhạc pop giao hưởng: The Age Of The Understatement (2008) và Everything You've Come To Expect (2016) - với tư cách là đồng tác giả của The Last Shadow Puppets. Turner đã cung cấp một bản nhạc nền cho phim truyện Submarine (2010). Anh là người đồng sáng tác và đồng sản xuất album đầu tay của Alexandra Savior, Belladonna of Sadness (2017).
Chủ nghĩa trữ tình của Turner, từ Chủ nghĩa hiện thực kitchen sink đến lối chơi chữ siêu thực, đã được ca ngợi rộng rãi. Mỗi một album trong số tám album phòng thu của anh đều đạt vị trí số một trên UK Album Chart. Anh đã giành được bảy giải Brit (tên gốc: Brit Awards), một giải thưởng Ivor Novello và đã được đề cử giải thưởng Mercury năm lần, giành chiến thắng một lần.

## Đĩa nhạc
|                                                                            | Tiêu đề | Chi tiết album                                                   | UK | FRA | IRL | SCO |
| -------------------------------------------------------------------------- | --- | ---------------------------------------------------------------- | -- | --- | --- | --- |
| Solo                                                                       | Submarine | - Phát hành: 18 tháng 3 năm 2011 - Nhãn đĩa: Domino              | 35 | 97  | 56  | 43  |
| Arctic Monkeys Tiêu đề chính: Arctic Monkeys discography                   | - Whatever People Say I Am, That's What I'm Not (2006) - Favourite Worst Nightmare (2007) - Humbug (2009) - Suck It and See (2011) - AM (2013) - Tranquility Base Hotel & Casino (2018) |                                                                  |    |     |     |     |
| The Last Shadow Puppets Tiêu đề chính: The Last Shadow Puppets discography | - The Age Of The Understatement (2008) - Everything You've Come To Expect (2016) | - Phát hành: 21 tháng 4 năm 2008 - Phát hành: 1 tháng 4 năm 2016 |    |     |     |     |

Hợp tác
- 2007 – Reverend and The Makers – The State of Things (viết và hát chính trong "The Machine", đồng viết nhạc "He Said He Loved Me" và "Armchair Detective")
- 2007 – Dizzee Rascal – Maths + English ("Temptation")
- 2008 – Matt Helders – Late Night Tales: Matt Helders ("A Choice of Three")
- 2011 – Miles Kane – Colour of the Trap (đồng viết nhạc "Rearrange", "Counting Down the Days", "Happenstance", "Telepathy", "Better Left Invisible" và "Colour of the Trap")
- 2012 – Miles Kane – First of My Kind EP (đồng viết nhạc "First of My Kind")
- 2013 – Miles Kane – Don't Forget Who You Are (đồng viết nhạc và bassist trong bài hát B- side: "Get Right")
- 2013 – Queens of the Stone Age – ...Like Clockwork (giọng ca khách mời trong "If I Had a Tail")
- 2015 – Mini Mansions – The Great Pretenders (đồng viêt nhạc và giọng ca khách mời trong "Vertigo", đồng viêt nhạc "Valet")
- 2015 – Alexandra Savior – Nhạc gốc phim Thám tử chân chính mùa 2 (đồng sáng tác bài hát "Risk" bằng guitar, keyboard, trống)[10][11][12]
- 2017 – Alexandra Savior – Belladonna of Sadness (đồng viết nhạc, đồng sản xuất, bass, guitar, keyboard và synthesizers)